# Thir13en Ghosts
Thir13en Ghosts (spreek uit: Thirteen Ghosts) is een Amerikaans-Canadese horrorfilm uit 2001 onder regie van Steve Beck. De productie is een remake van 13 Ghosts uit 1960. Dit komt in feite echter alleen tot uiting in het beginsel van een aantal hoofdpersonages in een geërfd huis met dertien geesten. De motivaties en acties van de personages, karakteristieken van de geesten, onthullingen en climax verschillen aanzienlijk in de twee films.

## Verhaal
De extreem rijke excentriekeling Cyrus Kriticos wil twaalf geesten van overleden personen gevangennemen met ieder een eigen specifieke achtergrond. Om hem hierbij te helpen, heeft hij de paranormaal hypersensitieve Dennis Rafkin als assistent ingehuurd. Die voelt in het veld letterlijk aan waar zijn werkgever precies moet zijn om de gezochte geest te vinden. De jacht op ook de laatste geest op Kriticos' lijstje verloopt daardoor succesvol, alleen verongelukt hij daarbij zelf.
Arthur Kriticos knoopt sinds het overlijden van zijn vrouw Jean de eindjes aan elkaar om rond te komen. Het nieuws waarmee advocaat Benjamin Moss komt, lijkt daarom een geschenk uit de hemel: zijn pas overleden oom Cyrus laat zijn villa aan hem na. Samen met de advocaat, zijn dolenthousiaste kinderen Kathy en Bobby en inwonende oppas Maggie gaat Arthur het huis bekijken. Dit blijkt een bouwwerk zoals hij nooit eerder heeft gezien. Het is volledig van onbreekbaar glas en overal staan er spreuken in het Latijn op de vloeren en deuren. Rafkin ontmoet de familie ter plaatse en doet zich voor als werknemer van het energiebedrijf. Hij zegt te komen vanwege een storing. Nietsvermoedend laat Arthur hem daarom mee naar binnen gaan.
Op inspectie in de kelder krijgt Rafkin de schrik van zijn leven. Cyrus houdt de twaalf gevangen geesten hier allemaal vast in speciale cellen van onbreekbaar glas. De Latijnse spreuken op de wanden en deuren dienen om ervoor te zorgen dat ze er niet uitkunnen. Rafkin haast zich naar Arthur om zijn ware identiteit te onthullen en hem te vertellen dat hij en zijn familie zo snel mogelijk het huis uit moeten. Hij vertelt van de twaalf geesten en dat die voor het overgrote gedeelte levensgevaarlijk zijn. De familie verslijt Rafkin in eerste instantie voor gek. Er liggen niettemin een aantal speciale brillen in het huis die het mogelijk maken om de geesten te zien. Arthur ziet zo met eigen ogen dat Rafkin de waarheid spreekt en maakt aanstalten om iedereen mee naar buiten te nemen. Moss activeert alleen zonder het te weten een mechanisme dat het huis hermetisch afsluit. Daarmee treedt bovendien een systeem in werking dat de geesten een voor een loslaat uit hun cellen.
Op de vlucht voor een van de gevaarlijkste geesten bijgenaamd The Jackal worden Arthur en Kathy gered door de plotseling opduikende Kalina Oretzia, die het huis binnengeglipt is. Zij stelt zich voor als geestenbevrijder die al tijden strijd voert tegen de praktijken van Cyrus. Oretzia vertelt dat ze zich in werkelijkheid niet in een huis bevinden, maar in een machine die astroloog Basileus in de vijftiende eeuw ontwierp terwijl hij bezeten was door de duivel. Zodra de machine de energie van de twaalf geesten in de juiste volgorde absorbeert, opent die het 'Ocularis Infernum', het Oog van de Hel. Wie daarover beschikt, kan het verleden, heden en de toekomst zien en wordt daarmee de machtigste persoon op Aarde.
Oretzia legt uit dat de machine waarin ze zich bevinden al bezig is om de geesten in de goede volgorde vrij te laten. Ze vertelt Arthur dat hij de enige is die het proces kan stoppen door zijn leven op te offeren voor zijn familie en zo de dertiende, voor kortsluiting zorgende geest te worden; 'The Broken Heart'. Oretzia is alleen een leugenaar. Ze is eigenlijk Cyrus' partner, die zijn eigen dood in scène heeft gezet. Cyrus bevindt zich nog in het huis om door middel van de machinatie meester van het 'Ocularis Infernum' te worden. Als Arthur zichzelf zou opofferen, verstoort hij het proces niet, maar voltooit hij het juist.

## De geesten
De eerste twaalf van de dertien geesten die de machine van Basileus nodig heeft als brandstof, vormen in Thir13en Ghosts de (fictieve) 'Black Zodiac'. Ieder van de geesten heeft een achtergrondverhaal dat in de film zelf niet aan de orde komt. De dvd van Thir13en Ghosts bevat een hoofdstukje genaamd 'Ghost Files' waarin 'Cyrus' toelicht uit wie de geesten bij leven waren, hoe zij aan hun bijnaam als geest komen en welke eigenschappen hen geschikt maakten voor het proces. In de juiste volgorde zijn dit:
1 The First Born Son - Billy Michaels, een jongetje wiens buurman hem een pijl door het hoofd schoot.

2 The Torso - Jimmy 'The Gambler' Gambino, een vermoorde gokker die zich tevergeefs voor zijn malafide schuldeiser probeerde te verstoppen.

3 The Bound Woman - Susan LeGrow, een vrouw wier overspel haar het leven kostte door de wraak van haar jaloerse partner.

4 The Withered Lover - Jean Kriticos, Arthurs vrouw die omkwam in een huisbrand.

5 The Torn Prince - Royce Clayton, een honkbaltalent dat omkwam in een autorace waarin zijn remmen onklaar waren gemaakt.

6 The Angry Princess - Dana Newman, een schoonheidskoningin wier onzekerheid leidde tot ontsierende operaties en uiteindelijk zelfmoord.

7 The Pilgrimess - Isabella Smith, een van hekserij beschuldigde vrouw die een marteldood stierf.

8 + 9 The Great Child & The Dire Mother - Harold en Margaret Shelburne, een vrouw van 90 cm en haar enorme, uit een verkrachting voortgekomen en met kinderlijke kenmerken getekende zoon.

10 The Hammer - George Markley, een smid die met zijn hamer achter de moordenaars van zijn vrouw en kinderen aanging en in een daaropvolgend volksgericht geëxecuteerd werd.

11 The Jackal - Ryan Kuhn, een krankzinnige die zichzelf liet opnemen in een gekkenhuis en daar zijn verstand alleen maar verder verloor.

12 The Juggernaut - Breaker Mahoney, een seriemoordenaar die stierf door politiekogels.
De dertiende zou The Broken Heart worden in de vorm van Arthur Kriticos, die door het verliezen van zijn vrouw voldoet aan de juiste eigenschappen voor die rol.

## Rolverdeling
| Acteur            | Personage               |
| ----------------- | ----------------------- |
| Tony Shalhoub     | Arthur Kriticos         |
| Embeth Davidtz    | Kalina Oretzia          |
| Matthew Lillard   | Dennis Rafkin           |
| Shannon Elizabeth | Kathy Kriticos          |
| Alec Roberts      | Robert 'Bobby' Kriticos |
| JR Bourne         | Benjamin Moss           |
| Rah Digga         | Maggie Bess             |
| F. Murray Abraham | Cyrus Kriticos          |
| Mikhael Speidel   | The First Born Son      |
| Daniel Wesley     | The Torso               |
| Laura Mennell     | The Bound Woman         |
| Kathryn Anderson  | The Withered Lover      |
| Craig Olejnik     | The Torn Prince         |
| Shawna Loyer      | The Angry Princess      |
| Xantha Radley     | The Pilgrimess          |
| C. Ernst Harth    | The Great Child         |
| Laurie Soper      | The Dire Mother         |
| Herbert Duncanson | The Hammer              |
| Shayne Wyler      | The Jackal              |
| John DeSantis     | The Juggernaut          |